# Marc Gené
Marc Gené Guerrero, född 29 mars 1974 i Sabadell, är en spansk racerförare. Han är bror till racerföraren Jordi Gené.

## Racingkarriär
Marc Gené blev katalansk karting-mästerskapstvåa som 13-åring och spansk kartingmästare 1990, vilket gör honom till den yngste föraren som någonsin vunnit det mästerskapet. Gené fortsatte i formel Ford och senare i brittiska formel 3, Golden Cup Superformula, formel 3000 och Euro Open by Nissan. Han debuterade i formel 1 i Minardi 1999. 
2001 blev Gené testförare hos Williams och senare även reservförare i stallet. Han fick ersätta Ralf Schumacher i Williams-BMW i tre lopp 2003 och 2004. Marc Gené är numera testförare för Ferrari.
Han vann Le Mans 24-timmars 2009 tillsammans med David Brabham och Alexander Wurz.

## F1-karriär
| Säsong | Stall/Tillverkare | Poäng | Placering |
| ------ | ----------------- | ----- | --------- |
| 1999   | Minardi-Ford      | 1     | 17        |
| 2000   | Minardi-Fondmetal | 0     | –         |
| 2003   | Williams-BMW      | 4     | 17        |
| 2004   | Williams-BMW      | 0     | –         |